# Nørreskoven (Værløse)
 Denne artikel omhandler Nørreskoven ved Værløse. Opslagsordet har også en anden betydning, se Nørreskoven.
Nørreskoven er et skovområde i Furesø Kommune i Nordsjælland. Skoven strækker sig fra Fiskebæk mellem Farum Sø og Furesø langs Furesøens vestlige bred til Kollekolle.  
Gennem skoven løber Frederiksborgvej, som er den gamle vej mellem København og Hillerød. I 1960'erne anlagdes Hillerødmotorvejen i skovens udkant, og for at bøde på tabet af skovværdier i den anledning opkøbte staten arealerne omkring Kollekolle, hvorved det blev sikret, at der blev skabt en sammenhæng mellem statsskovene Nørreskoven, Hareskovene og Bøndernes Hegn.
I de dybe slugter ned mod Furesøen har skoven udviklet sig uden konkurrence fra den danske bonde, der foretrak jævnere terræn. Efter istidens afslutning menes skoven at have bestået af skovfyr, hvilket har givet navn til Furesø (fuursø – søen med fyrretræerne). 
Disse er senere blevet afløst af en sjællandsk urskov, der har været en blanding af lind, eg, el og bøg, som det i dag er vanskeligt at påvise rester af. Det er dog ikke svært at forestille sig, at bevoksningen på Furesøens stejle skrænter er levn fra en sådan naturskov. Disse bevoksninger får også i dag lov at ligge urørte hen. 
Under svenskekrigene i 1658-60 fældede svenskerne næsten alle større træer i Nørreskoven for at skaffe brænde til de kolde vintre. Men efter krigen voksede ny skov frem, og de gamle bøge, der kan ses i dag, er en rest af denne skov, der nu er over 300 år gammel.
Nørreskovens nuværende udseende er især præget af den tyske forstmand Johann Georg von Langen, der kom til Danmark i 1763, tilkaldt af kongens overjægermester Gram, fordi de nordsjællandske skove var i en elendig forfatning. De var åbne og fattige på træ, blandt andet fordi husdyr græssede i skoven. Von Langen kortlagde skoven, fik anlagt stendiger og grøfter for at holde husdyrene ude og inddelte skoven i firkantede afdelinger, der blev hegnet for at holde vildtet ude. 
I afdelingerne blev plantet en blanding af mange forskellige træarter, idet von Langen bl.a. indførte nåletræarterne rødgran, ædelgran, lærk og skovfyr til dansk skovbrug. l Nørreskoven står endnu 2 meget høje ædelgraner og flere imponerende lærk tilbage. Von Langen indførte også træarten ær (ahorn), som sår sig så villigt overalt, at den har fået tilnavnet "von Langens fodspor".
I Nørreskovens sydøstlige hjørne, der er den største og mest velbevarede af hans plantager, kan man stadig opleve de store kæmper, som blev plantet tilbage i 1765-70. 

## Ekstern kilde/henvisning
Kort over Nørreskoven
|  | Denne artikel om lokaliteten Nørreskoven (Værløse) kan blive bedre, hvis der indsættes et (bedre) billede. Du kan hjælpe ved at afsøge Wikimedia Commons for et passende billede eller lægge et op på Wikimedia Commons med en af de tilladte licenser og indsætte det i artiklen. |

55°47′30″N 12°23′30″Ø / 55.79167°N 12.39167°Ø